# Картлей
Картлей (мокш. Картляй) — село в Кадошкинском районе Мордовии в составе Латышовского сельского поселения.

## География
Расположен на речке Картлей (название-гидроним), в 17 км от районного центра и железнодорожной станции Кадошкино.

## История
До 30-х гг. 20 в. назывался по фамилиям 2 владельцев: деревни Картлей-Коновалово и деревни Картлей-Юшково. Основан в 1-й половине 17 в. как острог на засечной черте. Н. И. Сыгонин конкретизировал — в 1647 г. В «Списке населённых мест Пензенской губернии» (1869) Картлей — деревня владельческая из 100 дворов Инсарского уезда. По подворной переписи 1913 г., в селе имелось 134 двора (740 чел.); хлебозапасный магазин, мельница, маслобойка и просодранка. В 2001 году колхоз «Картлейский» вошёл в состав СХПК «Латышовский». В современной инфраструктуре села — школа, медпункт, клуб, магазин.

## Население
| 2002 | 2010 |
| ---- | ---- |
| 106  | ↘77  |

Национальный состав
Согласно результатам переписи 2002 года, в национальной структуре населения русские составляли 95 %